# Prodikos z Keu
Prodikos z Keu (řecky Πρόδικος; kolem 465 př. n. l. Keos – 415 př. n. l.) byl řecký filozof. Vedle Gorgia a Prótagora byl jedním z nejvýznamnějších představitelů sofistiky.